# Iljušin (priimek)
Iljušin je priimek več oseb:
- Sergej Vladimirovič Iljušin, sovjetski general
- Ilija Israilevič Iljušin-Edelman, sovjetski general